# Shahpur (Yadgir)
Shahpur is een dorp in het district Yadgir van de Indiase staat Karnataka. 

## Demografie
Volgens de Indiase volkstelling van 2001 wonen er 29.556 mensen in Shahpur, waarvan 52% mannelijk en 48% vrouwelijk is. De plaats heeft een alfabetiseringsgraad van 52%. 